# Vinica (Slovenië)
Vinica is een plaatsje in de Sloveense streek Bela Krajina en maakt deel uit van de Sloveense gemeente Črnomelj in de NUTS-3-regio Jugovzhodna Slovenija. De plaats telde 253 inwoners op 2021.
Door de ligging aan de westoever van de rivier de Kolpa ontwikkelt zich het toerisme naast de van oudsher bestaande wijnbouw tot een bron van inkomsten. De eerste vermelding van Vinica dateert uit 1082. Het kasteel in Vinica dateert reeds van voor 1082; de latere eigenaar Grünwald uit Zagreb verkocht delen van het kasteel aan de lokale bevolking in de jaren 1890 en 1891. Het kasteel is tegenwoordig een ruïne. De parochiekerk van het H. Kruis dateert uit de 13e eeuw en heeft 18e-eeuwse wandschilderingen van Anton Čebej.
Het geboortehuis van Oton Župančič is opengesteld voor publiek.

## Beroemde mensen die in Vinica zijn geboren
- Oton Župančič (1878-1949), dichter.
- Oton Berkopec (1906-1988), slavist

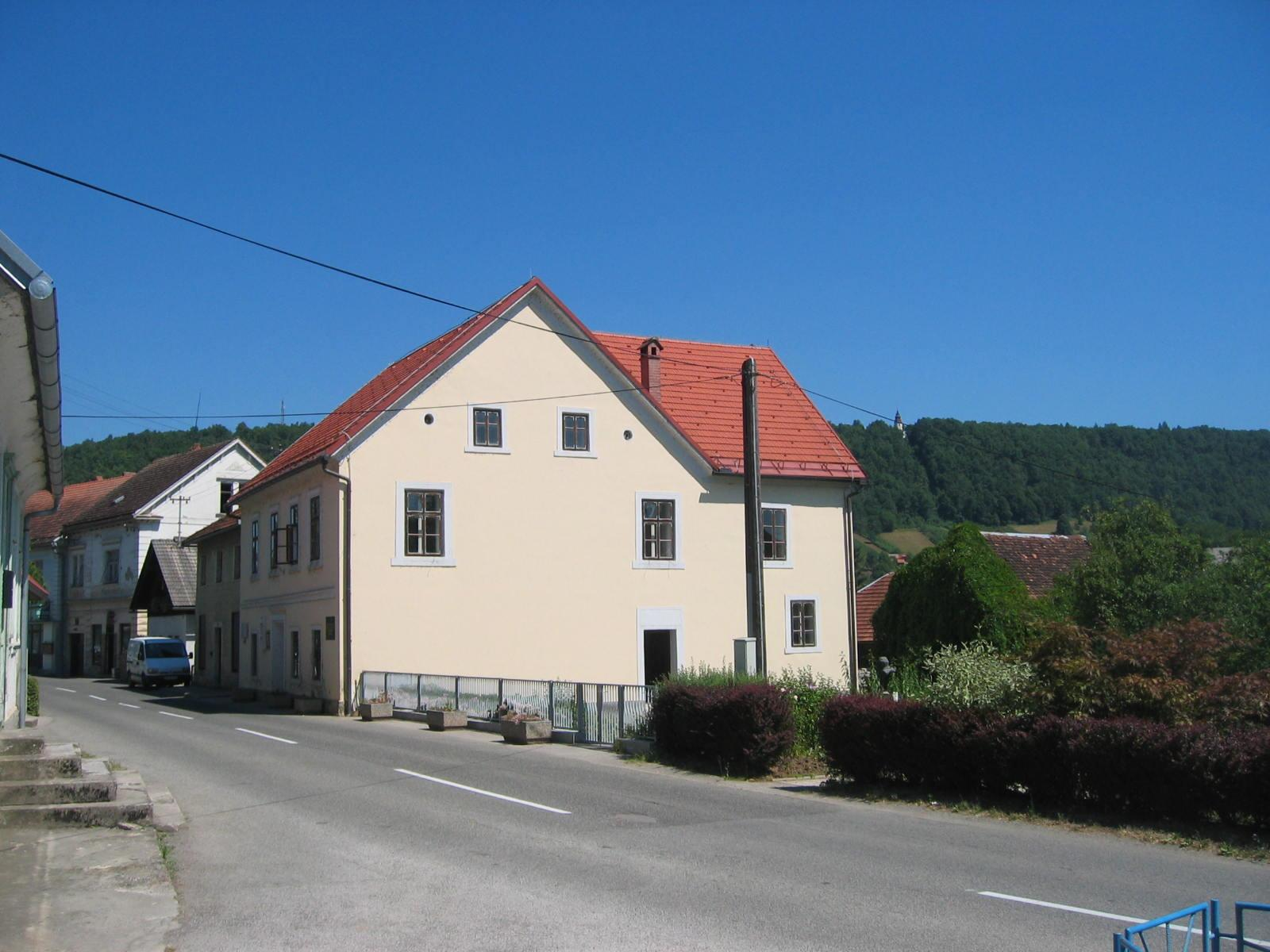
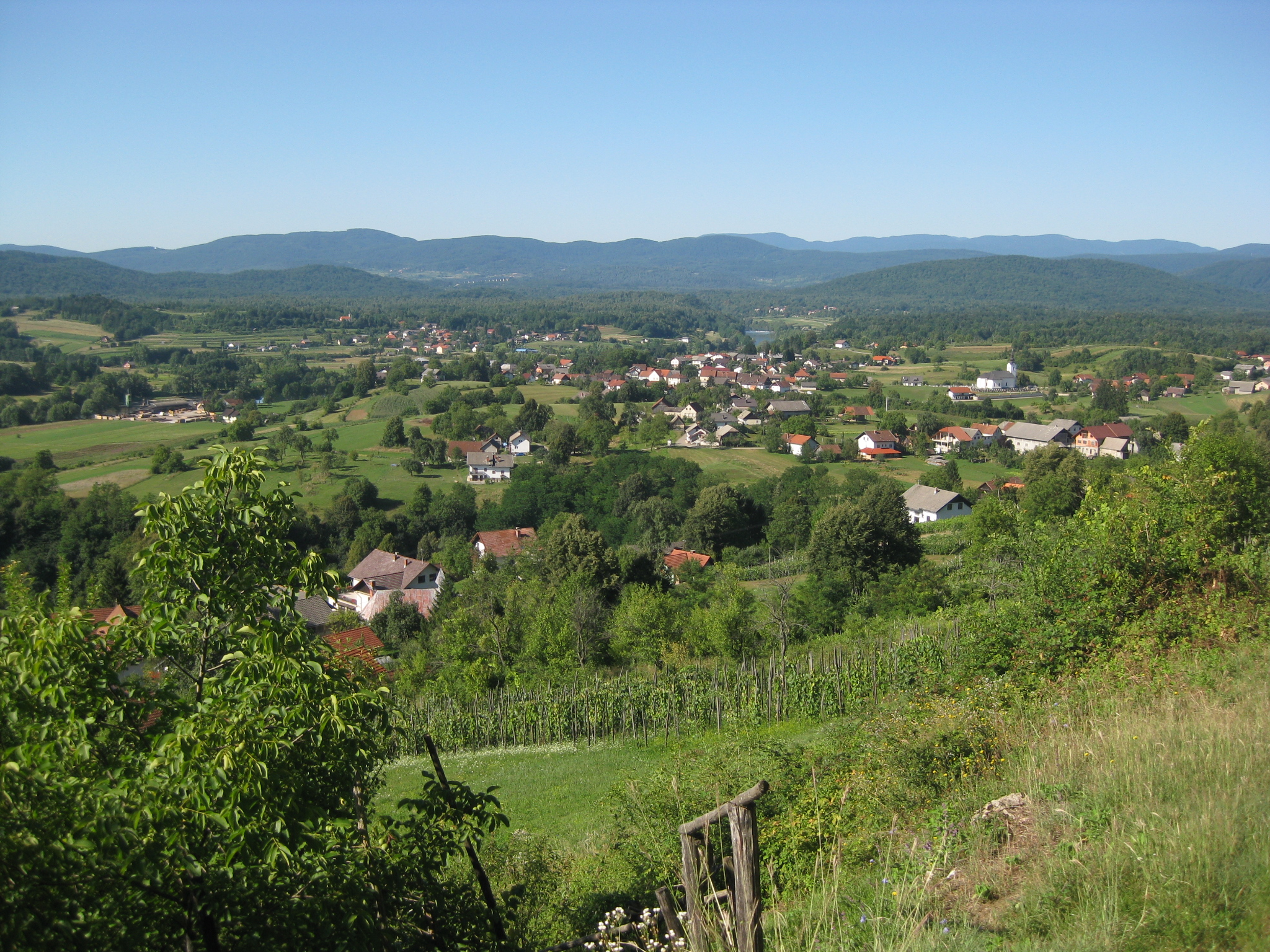

Adlešiči · Balkovci · Bedenj · Belčji Vrh · Bistrica · Blatnik pri Črnomlju · Bojanci · Brdarci · Breg pri Sinjem Vrhu · Breznik · Butoraj · Cerkvišče · Dalnje Njive · Damelj · Dečina · Desinec · Deskova vas · Dobliče · Doblička Gora · Dolenja Podgora · Dolenja vas pri Črnomlju · Dolenjci · Dolenji Radenci · Dolenji Suhor pri Vinici · Dolnja Paka · Draga pri Sinjem Vrhu · Dragatuš · Dragovanja vas · Dragoši · Drenovec · Drežnik · Črešnjevec pri Dragatušu · Čudno selo · Fučkovci · Golek pri Vinici · Golek · Gorenja Podgora · Gorenjci pri Adlešičih · Gorenji Radenci · Gorica · Gornja Paka · Gornji Suhor pri Vinici · Griblje · Grič pri Dobličah · Hrast pri Vinici · Jankoviči · Jelševnik · Jerneja vas · Kanižarica · Knežina · Kot ob Kolpi · Kovača vas · Kovačji Grad · Kvasica · Lokve · Mala Lahinja · Mala sela · Mali Nerajec · Marindol · Mavrlen · Mihelja vas · Miklarji · Miliči · Močile · Naklo · Nova Lipa · Obrh pri Dragatušu · Ogulin · Otovec · Paunoviči · Perudina · Petrova vas · Pobrežje · Podklanec · Podlog · Prelesje · Preloka · Pribinci · Purga · Pusti Gradec · Rodine · Rožanec · Rožič Vrh · Ručetna vas · Sečje selo · Sela pri Dragatušu · Sela pri Otovcu · Sinji Vrh · Sodevci · Srednji Radenci · Stara Lipa · Stari trg ob Kolpi · Stražnji Vrh · Svibnik · Šipek · Špeharji · Talčji Vrh · Tanča Gora · Tribuče · Tušev Dol · Učakovci · Velika Lahinja · Velika sela · Veliki Nerajec · Vinica · Vojna vas · Vranoviči · Vrhovci · Vukovci · Zagozdac · Zajčji Vrh · Zapudje · Zastava · Zilje · Zorenci · Žuniči